# Rudra vina

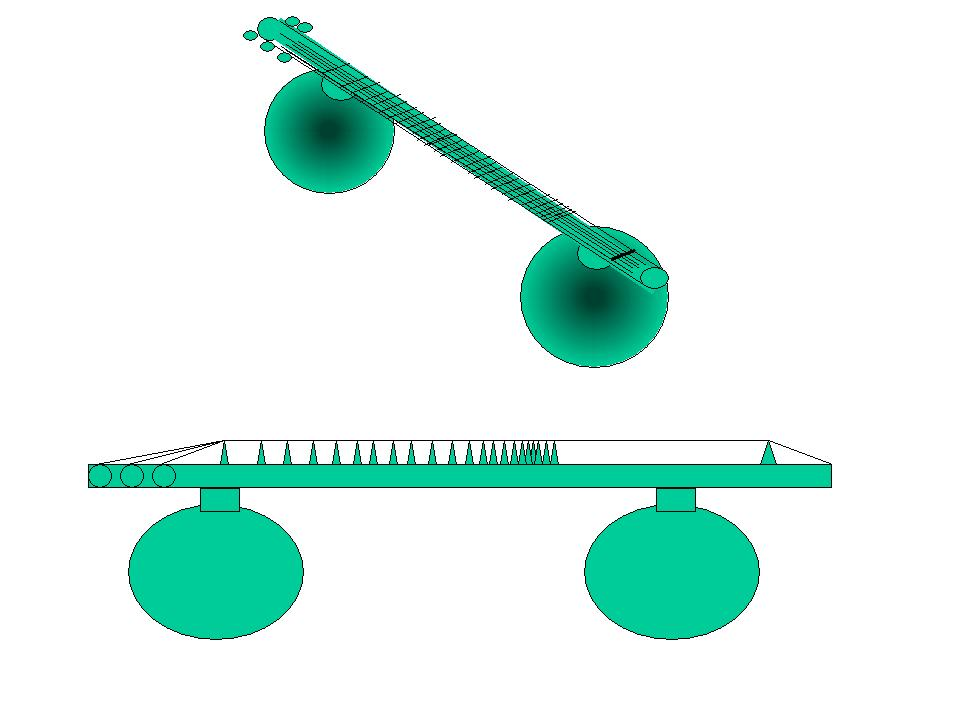
Schematisk principbild av rudra vina

Rudra vinã, även känd som bin eller been, är ett indiskt musikinstrument som används inom den nordindiska dhrupadtraditionen. Det är mycket ovanligt idag men har historisk betydelse, då det är ett av de äldsta stränginstrumenten, och finns avbildat i gamla tempel. Rudra vinã är ett stränginstrument bestående av en bambukäpp med tvärband av brons som fungerar som en greppbräda (ungefär som hos en gitarr). Två resonanskroppar av torkade kalebasser fungerar som resonanskroppar. I moderna rudra vina-instrument är resonanskropparna gjorda av trä.
Man håller instrumentet ungefär som en gitarr eller luta, det vill säga den ena kalebassen kommer då att hamna över den vänstra axeln.
Banden på greppbredan är/var ibland av finare uppdelning än (indiska) halvtoner. För indiska tonsystem, se raga och mikrointervall.
Se även vina.